# Plastosciara latipons
Plastosciara latipons là một ruồi trong họ Sciaridae, thuộc chi Plastosciara.